# Sjiloto
Sjiloto är en kulle i Bulgarien.   Den ligger i regionen Burgas, i den östra delen av landet, 300 km öster om huvudstaden Sofia. Toppen på Sjiloto är 208 meter över havet.